# Baywatch (pel·lícula)
|  | No s'ha de confondre amb la sèrie de televisió Baywatch, prèvia a la pel·lícula.. |

Baywatch és una pel·lícula estatunidenca d'acció de 2017 dirigida per Seth Gordon i basada en la sèrie de televisió del mateix nom. Escrita per Mark Swift i Damian Shannon, protagonitzada per Dwayne Johnson, Zac Efron, Jon Bass, Alexandra Daddario, Kelly Rohrbach, Priyanka Chopra i Ilfenesh Hadera. La trama segueix el socorrista Mitch Buchannon i el seu equip, que en un esforç per a salvar la seva platja han de derrotar una organització de narcotraficants. S'ha subtitulat al català.

## Argument
Mitch Buchannon (D. Johnson) és el líder de l'equip de salvavides. Els altres membres principals són C. J. (Kelly Rohrbach) i Stephanie (Ilfenesh Hadera). Elles han de supervisar els tres aprenents de salvavides: Summer (Alexandra Daddario), Ronnie (Jon Bass) i Matt (Zac Efron). Victoria Leeds (Priyanka Chopra) és una narcotraficant que aspira aconseguir comprar tots els terrenys de la badia. Les úniques persones amb les habilitats d'investigació suficients per a salvar la badia són Mitch i el seu equip.

## Repartiment
- Dwayne Johnson: Mitch Buchannon
- Zac Efron: Matt Brody
- Priyanka Chopra: Victoria Leeds
- Alexandra Daddario: Summer Quinn
- Jon Bass: Ronnie Greenbaum
- Hannibal Buress: Dave the Tech
- Kelly Rohrbach: C.J. Parker
- Ilfenesh Hadera: Stephanie Holden
- Yahya Abdul-Mateen II: Sergent Ellerbee
- Oscar Nunez: Conseller Rodriguez
- Rob Huebel: Capità Thorpe
- Amin Joseph: Frankie
- Jack Kesy: Leon
- Charlotte McKinney: Julia
- Pamela Anderson: Casey Jean Parker
- David Hasselhoff: Mitch, el Mentor

## Premis
- 2017: Premis Razzie. Nominada a millor pel·lícula, director, guió i actor (Efron)

## Crítica
- "Mamelles, culs i pectorals, per ventura esperaves a Shakespeare? (...) Un reboot per a la pantalla gran tan mecànic i freturós de vida que ni les seves preses falses al final dels crèdits són divertides."[6]

- "Una porqueria absurda i estúpidament entretinguda (...) Aconsegueix ajuntar tots els elements de la sèrie excepte, potser, la raó per la qual va ser popular en el seu temps."[7]

- "Si mires més enllà de les bromes sobre penis, 'Baywatch' és en realitat molt divertida (...) No traurà res de l'aigua (...) però si que t'esquitxarà."[8]